# Plaza Masaryk
La plaza Masaryk  (en hebreo: כיכר מסריק) es el nombre que recibe un espacio público, situado en el centro de la ciudad de Tel Aviv, en el centro de la costa de Israel. Se llama así en honor de Tomáš Masaryk , el primer presidente de la ya desaparecida Checoslovaquia que promovió el fin del antisemitismo.
Cuando en el siglo XX, Patrick Geddes desarrolló un plan para el desarrollo de Tel Aviv , previó la creación de una plaza pública aquí . Fue la primera obra de este tipo que fue creada en esta parte de la ciudad.
Durante la Guerra de los Seis Días en 1967, Tel Aviv sufrió algunos daños. La Plaza de Masaryk recibió impacto de misiles, disparados por la artillería jordana estacionada al sur de la ciudad de Qalqilya. Como resultado de este bombardeo murió una mujer y varios edificios situados en la plaza fueron afectados.